# Mukhwas

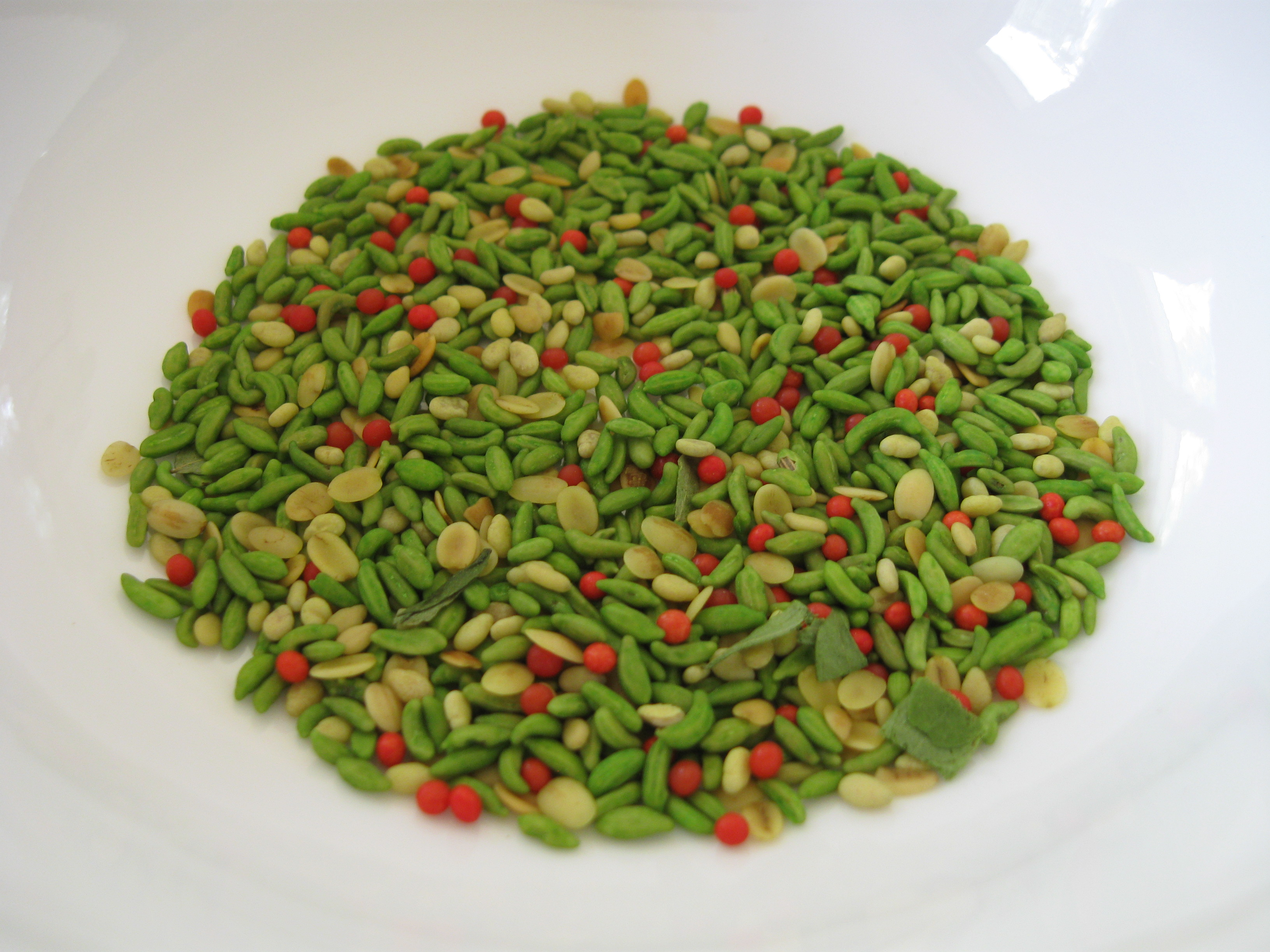
Mukhwas

Mukhwas ist eine bunte indische bzw. pakistanische Süßigkeit und Verdauungshilfe. Durch seine Zutaten gibt es vor allem einen frischen Atem. Es gibt verschiedenste Mischungen, einige bestehen aus Kräutern, Samen und Körnern wie Fenchel, Anis oder Sesam, andere beinhalten auch Nüsse (z. B. Stücke von Kokos- oder Betelnuss). 
Diese Zutaten werden entweder direkt so angeboten oder aber mit einer Hülle aus Zucker überzogen. Zusätzlich kommen dabei Farben und Aromen und ätherische Öle wie Pfefferminze, Eukalyptus oder Rosenöl zum Einsatz. Nach dem gründlichen Kauen von Mukhwas wird empfohlen, Wasser zu trinken, um den Geschmack zu intensivieren und den Mund von den Spänen der Kräuter und Körner zu befreien. Bei den Sorten mit zusätzlichen Aromen entfaltet sich der volle Geschmack erst dann. Gelegentlich wird Mukhwas auch gezielt als Medizin eingenommen, da den Zutaten eine positive Wirkung auf die Verdauung nachgesagt wird.
Der Name Mukhwas ist eine Zusammensetzung aus den Worten „Mukh“ in der Bedeutung von Mund und „Vas“, was für Geruch steht.